# Nuevo Tres Grandes Vistas Nocturnas de Japón
En abril de 2003, un organización sin fines de lucro de Japón, llamado la Nuevo Tres Grandes Vistas Nocturnas de Japón y los Oficina de 100 Vistas Nocturnas de Japón (新日本三大夜景・夜景100選事務局) formado un comité de selección y, junto con sus miembros, seleccionado la Nuevo Tres Grandes Vistas Nocturnas de Japón (新日本三大夜景). Siguiendo el modelo de la lista tradicional de Tres Vistas de Japón, el oficina realizó una votación para determinar una lista de Nuevo Tres Grandes Vistas Nocturnas de Japón. Las Nuevo Tres Grandes Vistas Nocturnas de Japón son 
- Vistas de Kitakyushu de Monte Sarakura (皿倉山), una montaña en Parque Cuasi Nacional Kitakyūshū, que se situada en la ciudad de Kitakyushu en Fukuoka, Kyūshū.
- Vistas de Nara de Monte Wakakusa (若草山), una montaña situada en el este de Parque de Nara.
- Vistas de la Cuenca Kōfu de Parque Frutal de la Prefectura de Yamanashi Fuefukigawa (山梨県笛吹川フルーツ公園), un parque urbano de Yamanashi, Prefectura de Yamanashi.

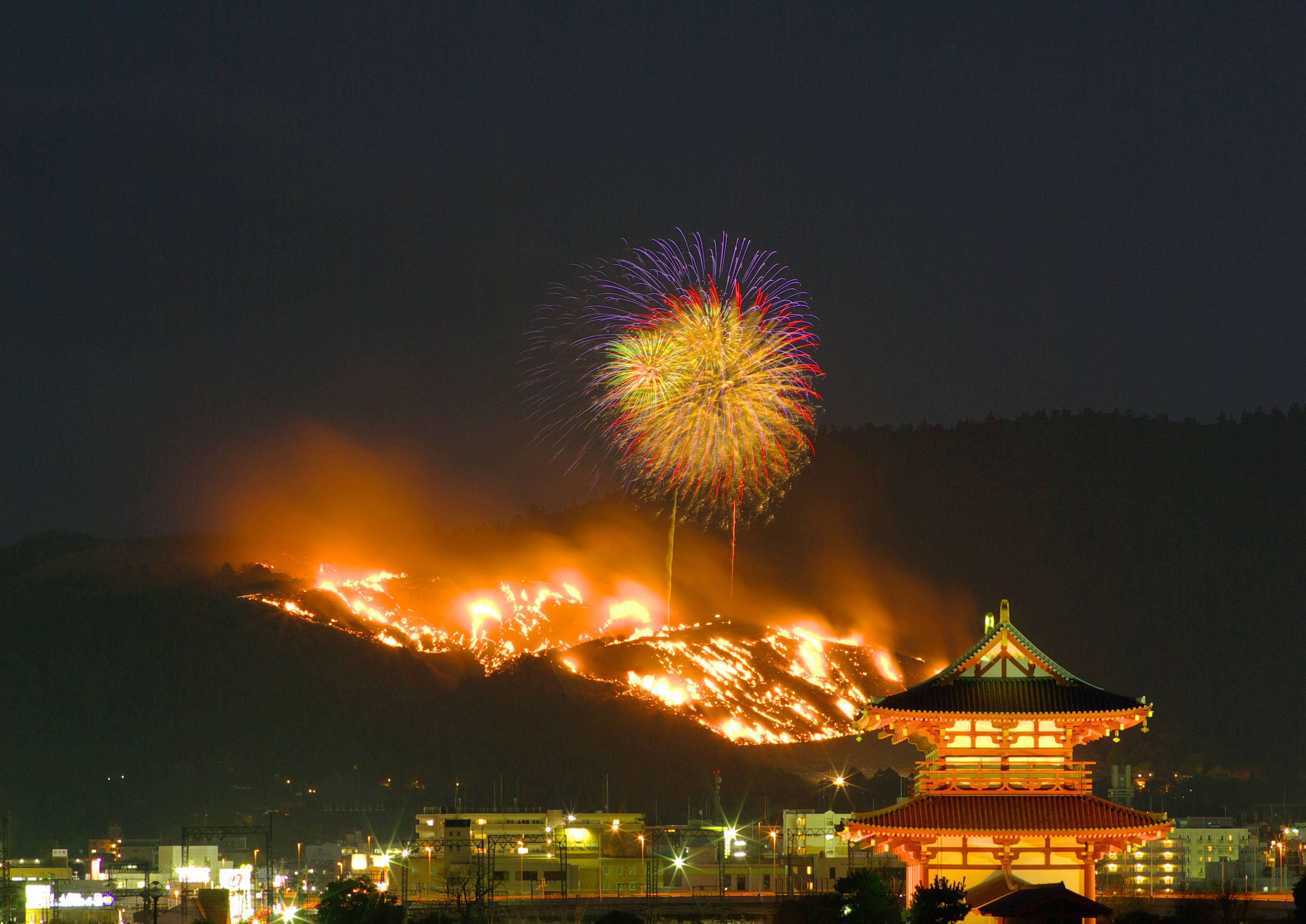
Quemar la hierba muerta en Monte Wakakusa.

En agosto de 2004, también se habían anunciado los 100 vistas nocturnas de Japón (夜景百選).